# Matthew Jackson
Matthew Owen Jackson (* 1962)  ist ein US-amerikanischer Wirtschaftswissenschaftler und Hochschullehrer.

## Werdegang, Forschung und Lehre
Jackson studierte Wirtschaftswissenschaft an der Princeton University, an der er 1984 als Bachelor of Arts summa cum laude graduierte. Anschließend studierte er an der Stanford University, sein dortiges Ph.D.-Studium schloss 1988 ab. Ab 1988 wirkte er zunächst als Assistant Professor und ab 1991 als Associate Professor an der Kellogg School of Management der Northwestern University. Dort wurde er 1993 zum ordentlichen Professor berufen und besetzte in der Folge verschiedene Lehrstühle an der Hochschule. 1997 folgte er einem Ruf ans California Institute of Technology, ehe er 2012 als Professor an die Stanford University zurückkehrte.
Im Mittelpunkt der wissenschaftlichen Arbeit Jacksons stehen Fragestellungen der Spieltheorie, der Mikroökonomie und die Untersuchung sozialer und wirtschaftlicher Netzwerke. Dabei gehörte er zu den Pionieren der Netzwerkforschung im wirtschaftswissenschaftlichen Kontext.
Seit 1998 ist Jackson gewählter Fellow der Econometric Society und seit 2017 der Game Theory Society. 2005 erhielt er ein Guggenheim-Stipendium. 2009 wurde er als Mitglied der American Academy of Arts and Sciences, 2015 der National Academy of Sciences und 2023 der American Association for the Advancement of Science aufgenommen. 2018 wurde Jackson in den Vorstand der Game Theory Society gewählt, zwischen 2020 und 2022 saß er der Organisation als Präsident vor. 
2021 wurde Jackson mit einem BBVA Foundation Frontiers of Knowledge Awards ausgezeichnet.